# Copris sacontala
Copris sacontala är en skalbaggsart som beskrevs av Ludwig Redtenbacher 1848. Copris sacontala ingår i släktet Copris och familjen bladhorningar. Inga underarter finns listade i Catalogue of Life.